# Mark B. Garrison
Mark Bradley Garrison (* 1956) ist ein US-amerikanischer Altorientalist.

## Leben
Mark B. Garrison erlangte einen B.A. an der University of Michigan und einen M.A. an der Universität Ottawa. 1988 wurde er mit der Arbeit über die Darstellungen von Königlichen Helden auf den Siegeln der Verwaltungsarchive von Persepolis an der University of Michigan promoviert. Seit 1989 lehrt er an der Trinity University in San Antonio, Texas im Departement Kunst und Kunstgeschichte.
Mark B. Garrison ist Mitarbeiter des Projekts Persepolis Fortification Archive (PFA) des Oriental Institute der University of Chicago. Er ist zusammen mit Margaret Cool Root federführend in der Erforschung der Siegel in den Verwaltungsarchiven von Persepolis.
2018 gewann er den Ehsan Yarshater Book Award für sein Buch The Ritual Landscape at Persepolis.

## Veröffentlichungen (Auszug)
- Seal Workshops and Artists in Persepolis: A Study of Seal Impressions Preserving the Theme of Heroic Encounter on the Persepolis Fortification and Treasury Tablets. University of Michigan 1988 (Dissertation).
- mit Margaret Cool Root: Seals on the Persepolis Fortification Tablets I: Images of Heroic Encounter (= Oriental Institute Publications. Band 117). Chicago 2001, ISBN 1-885923-12-0 (online).
- Archers at Persepolis: The Emergence of Royal Ideology at the Heart of the Empire. In: John Curtis, St. John Simpson (Hrsg.): The World of Achaemenid Persia: History, Art and Society in Iran and the Ancient Near East. London 2010, S. 337–360.
- mit Robert K. Ritner:  Seals with Egyptian Hieroglyphic Inscriptions at Persepolis. In: Achaemenid Research on Texts and Archaeology 2010.002 (online).
- The Heroic Encounter in the Visual Arts of Ancient Iraq and Iran ca. 1000–5000 BC. In: D. B. Counts, B. Arnold (Hrsg.): The Master of Animals in Old World Iconography (= Archaeolingua). Budapest 2010, S. 151–174.
- mit J. Alvarez-Mon: Elam and Persia. Winona Lake 2011.
- Seals, Ancient Near East. In: R. S. Bagnall, K. Brodersen, C. B. Champion, A. Erskine, S. R. Hoebner (Hrsg.): Encyclopedia of Ancient History. Band 11, Oxford 2013.
- Royal Achaemenid Iconography. In: D. T. Potts (Hrsg.): Oxford Handbook of Ancient Iran. Oxford University Press, Oxford 2013, S. 566–595.
- Glyptic Studies as Art History. In: B. A. Brown, M. H. Feldman (Hrsg.): Critical Approaches to Ancient Near Eastern Art. Walter de Gruyter, Berlin 2014, S. 481–513.
- Royal Name Seals of Darius I. In: Michael Kozuh, Wouter F. M. Henkelman, Charles E. Jones, Christopher Wood (Hrsg.): Extraction and Control: Studies in Honor of Matthew W. Stolper (=Studies in Ancient Oriental Civilization. Band 68). Chicago 2014, S. 67–104 (online).
- The Ritual Landscape at Persepolis: Glyptic Imagery from the Persepolis Fortification and Treasury Archives (= Studies in Ancient Oriental Civilization. Band 72). Chicago 2017 (online).
- mit Elspeth R. M. Dusinberre und Wouter F. M. Henkelman (Hrsg.): The Art of Empire in Achaemenid Persia: Studies in Honour of Margaret Cool Root (= Achaemenid History. Band 16). Leiden 2020.
- mit Wouter F. M. Henkelman und Deniz Kaptan: Aršāma and his World: The Bodleian Letters in Context. Band 2: Bullae and Seals. Oxford University Press, Oxford 2020.